# Lijst van bevolkingsgroepen
Hieronder staat een lijst van bevolkingsgroepen.

## A
Aboriginals -
Ache -
Aeta -
Afrikaners -
Aguaruma -
Ainu -
Akan -
Akawaio -
Albanezen -
Aleut -
Algonquin -
Altaj -
Amarakaeri -
Ambonezen -
Amharen -
Amhuesha -
Andamanezen -
Apachen -
Aarapaho -
Arabieren -
Aracuanian -
Arameeërs -
Arapesh -
Armeniërs -
Arowakken -
Asháninka -
Asmat -
Assyriërs -
Asurini do Tocantins -
Asurini do Xingu -
Athapascan -
Aukaners -
Aymara -
Ayoreo -
Azteken

## B
Baggara -
Baka -
Balinezen -
Bantoe -
Bangsa -
Barabaig -
Bari -
Bariba -
Basjkieren -
Basken -
Basotho -
Basters -
Batak -
Bedoeïenen -
Belanda Bor -
Bella Coola -
Belgen -
Beloetsji -
Berbers -
Bergvolk -
Bhils -
Boeren -
Bontoc -
Borboro -
Bosniakken -
Botocudo -
Bribri -
Bubi

## C
Cahuillia -
Cajun -
Cakchiquel -
Caprivi -
Cariben -
Cayapas -
Chachapya -
Cham -
Chakma -
Chamacocco -
Chamorro -
Chenchus -
Cherokee -
Cheyenne -
Chibcha -
Chickasaw -
Chin -
Chinezen -
Chinezen (Suriname) -
Chinook -
Chiriguano -
Choctaw -
Chipewyan -
Choi -
Choque -
Chuj -
Colorados -
Comanche -
Cora -
Cree -
Creek -
Creolen (Suriname) -
Criollo -
Csángó's

## D
Dafflas -
Dai -
Dajaks -
Damara -
Dandami -
Dani -
Dayak -
Dene -
Denen -
Dina (Hope) -
Dinka -
Dogon -
Dolganen -
Druzen -
Duitsers

## E
Efé -
Eriteran -
Eskimo's

## F
Farziwan -
Finnen -
Foer -
Franken -
Fransen -
Friezen -
Fulami -
Fulbe

## G
Gadabas -
Gagaoezen -
Garos -
Gaviao -
Germanen -
Gin -
Gond -
Grieken -
Griekwa -
Guajiro -
Guana -
Guanchen -
Guato -
Guaymi -
Gurkha

## H
Hai//om -
Haida -
Hakka -
Hamar -
Han-Chinezen -
Hanunoo -
Haudenosaunee
Hausa -
Hawaiian -
Heloten -
Herero -
Himba -
Hindoestanen -
Hmong -
Hollanders -
Hongaren -
Hopi -
Hos -
Huancas -
Huaxteken -
Hui -
Huichol -
Huron -
Hutu

## I
Iban -
Ieren -
Ifugeo -
Igbo -
Illyriërs -
Inca's -
Indianen -
Innu -
Inuit -
Inupiaq -
Irokezen -
Irula Kurumbas -
Israëliërs -
Italianen -
Ixil

## J
Jakoeten -
Javanen -
Javanen (Suriname) -
Joden -
Joekagieren -
Joepiken -
Juangs -
Jurchen

## K
Kachin -
Kadras -
Kaduveo -
Kaingang -
Kalinga -
Kameng -
Kamtsjadalen -
Kanak -
Kapsiki -
Karaja -
Karakalpakken -
Karatsjaïers -
Karen -
Karina -
Kawaha -
Kayan -
Kayapo -
Kazachen -
Kedang -
Kelten -
Kentii -
Khassis -
Khmer -
Khmer Krom -
Khoikhoi -
Khoisan -
Khonds -
Kickapoo -
Kikuyu -
Kitan -
Koerden -
Koerden in Syrië -
Koeren -
Kongo (volk)
Kogi -
Kolis -
Kolla -
Kozakken -
Krasjovanen -
Kreen-Akarore -
Krimtataren -
Kroaten -
Kuna -
Kwakiutl -
Kwinti -
Kxoe

## L
Lacandón -
Lahit -
Lakota -
Laotianen -
Lappen -
Lăutari -
Lazen -
Lencas -
Lese -
Li -
Lisu -
Lors -
Lotuko

## M
Macedoniërs -
Madi -
Madoerezen -
Mae-Enga -
Mahicanen -
Malinkes -
Mandara -
Mandinka -
Mantsjoes -
Maori -
Mapuche -
Marrons (Marrons van Suriname) -
Marma -
Marokkanen -
Masai -
Massaleit -
Mataco -
Matsigenka -
Maya's -
Mazateken -
Mbaya -
Mbundu -
Mbuti -
Meden -
Melanesiërs -
Micmac -
Minangkabau -
Miskito -
Mixteken -
Mohawk -
Mohe -
Mojo -
Moldaviërs -
Molukkers -
Mongolen -
Mondari -
Monpa -
Moren -
Mossi -
Motilones -
Mundas -
Mundugumur -
Munduruku -
Muisca

## N
Naga -
Nama -
Nahua -
Nambikwara -
Narragansett -
Naskapi -
Nauruanen -
Navajo -
Nederlanders -
Negrito -
Nerviërs -
Nez Perce -
Noord-Ndebele -
Noormannen -
Noeba -
Nuer

## O
Odawa -
Oeigoeren -
Oeral-Kozakken -
Oezbeken -
Oirat-Mongolen -
Ojibweg -
Oraons -
Oromo -
Owambo -
Otomac -
Otavalieno

## P
Palestijnen -
Parakana -
Papoea's -
Pathanen (Pashtun) -
Pawnee -
Pech -
Pedi -
Penan -
Perzen -
Peul -
Pipil -
Podoko -
Polynesiërs -
Pomaken -
Pomoren -
Potawatomi -
Powhatan -
Pumi -
Puniërs -
Pygmeeën

## Q
Q'eqchi' -
Qiang -
Quichua

## R
Rama -
Ranquel -
Rapa Nui -
Rashaida -
Riffijnen -
Roemenen -
Roethenen -
Roma -
Romeinen -
Russen

## S
Saek -
Saksen -
Salar -
Salasco -
Salish -
Samen -
San -
Sanema -
Santal -
Saracenen -
Saraguro -
Saramaccaners -
Savaras -
Savoenezen -
Schotten -
Secoya -
Semai -
Seminole -
Serrano -
Seri -
Serviërs -
Shan -
Shawnee -
Sherpa's -
Shilluk -
Shipibo -
Sholegas -
Shoshone -
Shuar -
Sioux -
Sinti -
Slovenen -
Soembanezen -
Somali -
Sorben -
Spanjaarden -
Straat Torres-eilanders -
Sumu -
Suriname -
Swazi -
Szeklers- Samen

## T
Tadzjieken -
Tahitian -
Taiwan aborines -
Tamils -
Tarasken -
Tataren -
Tehuelche -
Tibetanen -
Tigrayan -
Tlingit -
Toba-Maskoy -
Toda Kotas -
Toraja -
Torres Strait islander -
Touareg -
Trahumara -
Tripura -
Tsembaga -
Tsjerkessen -
Tsjetsjenen -
Tsjoevanen -
Tsjoevasjen -
Tswana -
Tukano -
Tupi -
Turken -
Tutsi -
Twa

## U
Ufaina -
Uighur -
Ungangan -
Uros -
Ute

## V
Vandalen -
Vedda -
Vikingen -
Vlachen -
Vlamingen

## W
Waimiri-Atroari -
Waorani (Auca) -
Warau -
Wayana -
Welsh -
Wolga-Duitsers

## X
Xavante -
Xhosa

## Y
Yakima -
Yagua -
Yanomami -
Yaqui -
Yarawato -
Yi -
Yoruba

## Z
Zande -
Zapoteken -
Zaza -
Zevenburger Saksen -
Zhuang -
Zoeloes -
Zuid-Ndebele -
Zuni -
Zweden